# Proza (seria wydawnicza)
Proza – seria wydawnicza, wydawana nieprzerwanie od 1998 roku przez krakowskie Wydawnictwo "Znak". Do serii wybierane są książki współczesnych pisarzy polskich i zagranicznych. Rocznie ukazuje się 3 do 6 pozycji. Proza jest sztandarową serią literatury pięknej "Znaku".

## Tytuły
W serii ukazały się następujące książki:
Autorzy zagraniczni
- Richard Lourie, Autobiografia Stalina, 1999
- Joyce Carol Oates, Amerykańskie apetyty, 2001
- Anne Lamott, Niesforna dusza, 2001
- J.M. Coetzee, Hańba, 2001
- Zadie Smith, Białe zęby, 2002
- Jhumpa Lahiri, Tłumacz chorób, 2002
- Don Winslow, Kalifornia - ogień i życie, 2002
- Gene Brewer, K-Pax, 2002
- Jesús Díaz, Opowiedz mi o Kubie, 2002
- Bohumil Hrabal, Auteczko, 2003
- Andrew Nagorski, Stacja końcowa - Wiedeń, 2003
- Gene Brewer, Na promieniu światła, 2003
- Zadie Smith, Łowca autografów, 2004
- Andriej Kurkow, Kryptonim Pingwin, 2004
- Tatiana Tołstoj, Kyś, 2004
- Zadie Smith (red.), Poparzone dzieci Ameryki, 2005
- Lydie Salvayre, Zwyczajne życie, 2006
- Zadie Smith, O pięknie, 2006
- Ismail Kadare, Pałac snów, 2006
- John Haskell, Amerykański czyściec, 2006
- Santiago Roncagliolo, Wstyd, 2007
- Judy Budnitz, Gdybym ci kiedyś powiedziała, 2007
- Kiran Desai, Brzemię rzeczy utraconych, 2007
- John Banville, Morze, 2007
- Kiran Desai, Zadyma w dzikim sadzie, 2007
- Margaret Atwood, Moralny nieład, 2008
- Eduardo Mendoza, Mauricio, czyli wybory, 2008
- Santiago Roncagliolo, Czerwony kwiecień, 2008
- John Banville, Mefisto (powieść), 2008
- Judy Budnitz, Ładne duże amerykańskie dziecko, 2009
- Zadie Smith (red.), Księga innych ludzi, 2009
- Junot Diaz, Krótki i niezwykły żywot Oscara Wao, 2009
- Junot Diaz, Topiel, 2009
- Mohammed Hanif, Wybuchowe mango, 2009
- Juan Marsé, Dziewczyna w złotych majtkach, 2010
- Margaret Atwood, Rok potopu, 2010

Autorzy polscy
- Antoni Libera, Madame, 1998
- Wilhelm Dichter, Koń Pana Boga, 1999
- Wilhelm Dichter, Szkoła bezbożników, 1999
- Jurek Zielonka, Tadzio, 2000
- Tomasz Jurasz, Karoca, 2000
- Ryszard Sadaj, Ławka pod kasztanem, 2000
- Paweł Huelle, Mercedes-Benz. Z listów do Hrabala, 2001
- Michał Olszewski, Do Amsterdamu, 2003
- Aleksander Jurewicz (pisarz), Prawdziwa ballada o miłości, 2003
- Zbigniew Mentzel, Wszystkie języki świata, 2005
- Mikołaj Łoziński, Reisefieber, 2006
- Wiesław Myśliwski, Traktat o łuskaniu fasoli, 2006
- Wiesław Myśliwski, Widnokrąg, 2007
- Wiesław Myśliwski, Kamień na kamieniu, 2008
- Dariusz Żukowski, Miłość morderców, 2009
- Hubert Klimko-Dobrzaniecki, Rzeczy pierwsze, 2009
- Kazimierz Kutz, Piąta strona świata, 2010
- Mariusz Sieniewicz, Miasto szklanych słoni, 2010

## Tłumacze
Książki Serii Proza tłumaczyli m.in. Jerzy Jarniewicz, Zbigniew Batko, Jerzy Kozłowski, Marzena Chrobak, Zofia Uhrynowska-Hanasz, Jolanta Kozak i inni.

## Opracowanie graficzne
Książki serii Proza wydawano w okładkach o jaskrawych kolorach z ramką, wewnątrz której znajdował się motyw graficzny związany z treścią książki. W 2006 r. szata graficzna została zmieniona, motyw graficzny zajął całą I stronę okładki, a wspólnym elementem było liternictwo i ozdobny srebrny pasek. W 2009 roku seria przeszła kolejną transformację: zmieniono liternictwo, a motyw paska zmienił się w wąską kolumnę z motywem nazwisk autorów serii. Opracowaniem graficznym serii w latach 1998-2009 zajmował się krakowski grafik Witold Siemaszkiewicz. Od 2009 opracowuje ją Katarzyna Borkowska.